# Журавлёв, Василий Юрьевич
Васи́лий Ю́рьевич Журавлёв (род. 9 апреля 1976, Москва, РСФСР, СССР) — российский журналист, музыкант и телеведущий программы «Вести» на телеканале «Россия-1».

## Биография
Родился 9 апреля 1976 года. Сын кинооператора Юрия Журавлёва.
Окончил американский колледж «Дом Станкевича», международное отделение факультета журналистики МГУ. Сотрудничал на внештатной основе со многими газетами, например, «Коммерсантъ», «Книжное обозрение» и др.
Работал на радиостанции «Голос России», «Радио 101», вёл авторскую программу Кузница «Открытое радио». Затем редактор-международник на «Рен-ТВ», ОРТ.
В 2000 году пришёл на телеканал «Россия». Работал редактором-международником в «Вестях», затем ведущим программы «Доброе утро, Россия».
С 2004 по 2009 год вёл программу 
«Вести-Москва» на телеканале 
«Россия 1».
В 2008 году впервые провёл выпуск федеральных Вестей на телеканалах Россия и РИК Вести, заменяя работавшую на европейскую часть РФ Марину Ким и ушедшую в отпуск Фариду Курбангалееву. До прихода Салимы Зариф он также вёл «Вести» для восточных регионов России и РИК Вести.
В 2010 году совместно с Ингой Юмашевой вёл общегородскую спортивную игру «Зарница Спорт Экстрим».
С декабря 2011 года по ноябрь 2014 года, после ухода Анастасии Белой на литературную деятельность, он занял место ведущего «Вестей», транслируемых на восточные регионы России и канале РТР-Планета США, а также на РИК Россия 24 (до декабря 2012 года).
С января по август 2013 года до переформатирования ночных «Вестей+» в «Вести» в 23:00 также вёл авторские выпуски программы Вести+, транслируемые на Москву на России 1 и канале РТР-Планета Европа поочерёдно с Оксаной Куваевой, заменяясь Верой Тарасовой, Эльдаром Басилия и Игорем Каменским. Но после замены на Вести в 23:00 с Евгением Поповым он практически перестал выходить в европейские эфиры ВГТРК, кроме 8:00 субботы (в Москве после программы «Диалоги о животных», а на канале РТР-Планета Европа, после Гимна России). В последнее время его место заняла Марина Губина, позднее Александр Ефремов
Хобби: игра на ударных инструментах, коллекционирование грампластинок, CD, мотоциклы, автомобили.

## Музыкальная карьера
Был барабанщиком групп Питч, Баклуши beat и Materia Prima.

## Личная жизнь
Женат. Воспитывает сына.